# St.-Anna-Kapelle (Burrweiler)
Die St.-Anna-Kapelle ist eine römisch-katholische Wallfahrtskirche im Pfälzerwald. Sie steht bei Burrweiler im rheinland-pfälzischen Landkreis Südliche Weinstraße. Im Sommer jedes Jahres finden hier verschiedene Wallfahrten zur heiligen Anna statt.

## Geografische Lage
Die Kapelle steht oberhalb des Ortes Burrweiler auf dem Annaberg, einem Bergvorsprung am Osthang des Teufelsberges (597,6 m) im südlichen Teil der Haardt. Sie steht auf 423 m Höhe und somit etwa 170 m oberhalb des Ortes Burrweiler (271 m). In unmittelbarer Nähe befindet sich die St.-Anna-Hütte des Pfälzerwald-Vereins, die bei Wallfahrten stets geöffnet ist. Am Fuß des Annaberges befindet sich die etwa acht Hektar große Weinlage St. Annaberg im Weinanbaugebiet Pfalz.
Vom Aussichtspunkt hinter der Kapelle schweift der Blick über die Oberrheinische Tiefebene von den Bergen des Odenwalds im Nordosten bis zum Nordschwarzwald im Süden.

## Geschichte
Erste Hinweise auf eine Kapelle auf dem Annaberg soll es schon am Anfang des 16. Jahrhunderts gegeben haben. Der erste direkte schriftliche Nachweis stammt aus einer Baumaterialrechnung aus dem Jahre 1591. Über die Jahrhunderte sind einige Vorgängerbauten erwähnt. Ein Neubau der Kapelle durch den Leyen’schen Amtmann Döring wird 1714 beschrieben, der schon der vierte Bau an diesem Ort sein soll. Im Jahre 1765 erfolgt die Grundsteinlegung zu einem weiteren Neubau durch den Gleisweiler Pfarrer Johann Anton Braith. Die heutige neugotische Kapelle wurde durch den Ortspfarrer Michael Hendel 1895/1896 erbaut. 1880 wurde schon der Burrweiler Kreuzweg von der Kirche Mariä Heimsuchung zur Kapelle eingerichtet. In den 1930er Jahren wurde an der Ostseite eine Beichtkapelle angefügt. Der Vorbau entstand 1984.

## Beschreibung

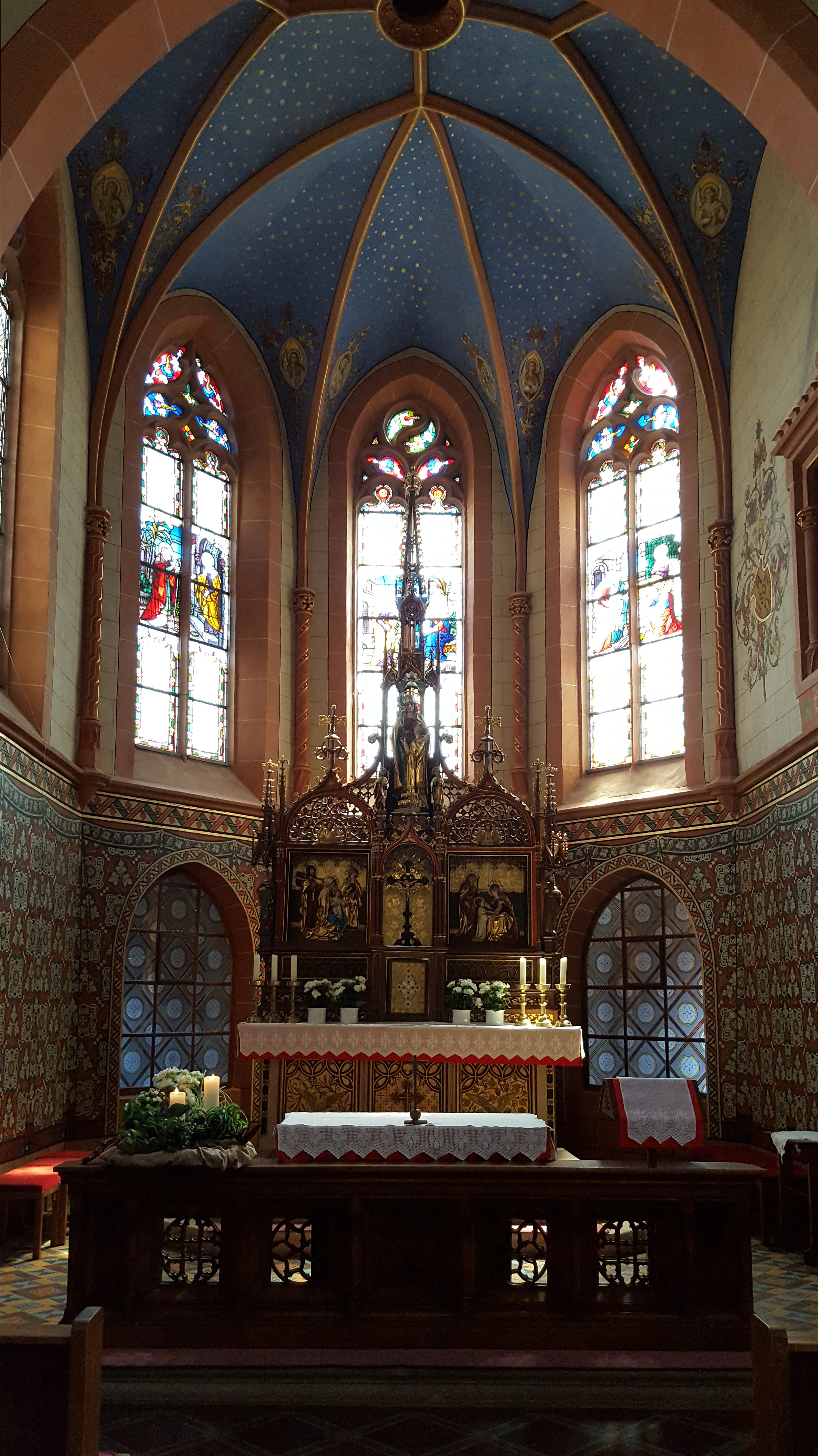
Innenraum

Auch das Innere der Kapelle ist neugotisch, Farbverglasungen und Wandgemälde sind im Stil der Nazarener gehalten. Die Gebrüder Matthäus und Rudolf Schiestl aus Würzburg schufen den Hochaltar, die beiden Seitenaltäre, sowie wie die Fresken in den beiden Querhäusern.